# Träne landskommun
Träne landskommun var en tidigare kommun i dåvarande Kristianstads län.

## Administrativ historik
När 1862 års kommunalförordningar började gälla inrättades över hela landet cirka 2 400 landskommuner, de flesta bestående av en socken. Därutöver fanns 89 städer och 8 köpingar, som då blev egna kommuner.
Denna kommun bildades i Träne socken i Gärds härad i Skåne.
Vid kommunreformen 1952 bildade den storkommun genom att de tidigare landskommunerna Djurröd och Äsphult gick upp i Träne.
År 1967 gick hela området upp i Kristianstads stad som 1971 ombildades till Kristianstads kommun.
Kommunkoden 1952-1966 var 1113.

### Kyrklig tillhörighet
I kyrkligt hänseende tillhörde kommunen Träne församling. Den 1 januari 1952 tillkom Djurröds församling och Äsphults församling.

## Geografi
Träne landskommun omfattade den 1 januari 1952 en areal av 113,03 km², varav 112,60 km² land.

### Tätorter i kommunen 1960
I Träne landskommun fanns den 1 november 1960 ingen tätort. Tätortsgraden i kommunen var då alltså 0,0 procent.

## Politik

### Mandatfördelning i valen 1938-1962
| 8 | 12 |

| 19 |

| 9 | 11 |

| 19 |

| 8 | 12 |

| 18 |

| 8 | 9 | 11 | 2 |

| 29 |

| 9 | 8 | 9 | 4 |

| 27 |

| 30 |

| 27 |

| 9 | 10 | 7 | 4 |

| 26 |